# Giampaolo Pozzo
Giampaolo Pozzo (né le 21 mai 1941 à Udine dans le Frioul en Italie) est un homme d'affaires et un dirigeant sportif italien.
Il est le propriétaire du club de football italien de sa ville natale de l'Udinese depuis 1986.
Son fils Gino, est quant à lui le propriétaire du club anglais de football du Watford FC.

## Biographie

### Formation et carrière
Pozzo est membre de la famille fondatrice des fabricants d'outils de menuiserie industrielle Freud (Frese Udinesi), fondé par son grand-père en 1910.
La famille Pozzo est directrice d'une holding active dans la production et la commercialisation d'outils industriels avec des intérêts en Espagne, à travers Casals et en France, par l'intermédiaire de la société Saturne.
Pozzo vend l'affaire familiale Freud, à Robert Bosch en 2008.
Après la rétrogradation du Pallacanestro Amatori Udine, plus connu sous le nom du Snaidero Udine, Pozzo aide son ami et actionnaire majoritaire du club Edy Snaidero. Pozzo et d'autres entrepreneurs du Frioul sauvent financièrement Snaidero, qui peut finalement rejouer en Lega Basket Serie A.

### Propriétaire de clubs de football

#### Udinese Calcio
Pozzo achète le grand club de son Frioul natal de l'Udinese Calcio en juillet 1986 à Lamberto Mazza, s'en suivant une rétrogradation en Serie B à la suite d'un scandale de paris. Il s'investit ensuite fortement dans le club en achetant des joueurs prometteurs tels que Francesco Graziani, Fulvio Collovati ou encore Daniel Bertoni.
Son club parvient à faire son retour en Serie A lors de la saison 1988-89.
En 1990 et ce peu après le mondial, un appel téléphonique entre Pozzo et le président de la Lazio juste avant un match
sert de preuve quant à l'accusation de match arrangé. Malgré une défense robuste, Pozzo est finalement condamné à l'interdiction de diriger son club, bien qu'il en reste le propriétaire.
Lors de la saison 1993-94, son fils Gino rejoint l'appareil dirigeant du club, s'occupant tout d'abord du réseau des équipes de jeunes.
Depuis la saison 1994-95, Udinese s'est qualifié pour la Coupe de l'UEFA, la Coupe Intertoto, la Ligue des champions, et a fini 3e de la Serie A en 1997-98 sous l'égide d'Alberto Zaccheroni.
Le modèle Udinese est basé sur un réseau étendu de recruteurs de jeunes talents à travers le monde, recrutant de très jeunes pépites ou talents en devenir, avec pour but de les revendre plus tard et d'en retirer un maximum de profits, puis de réinvestir l'argent dans le club (ex. : avec Roberto Sensini, Oliver Bierhoff, Amoroso, Vincenzo Iaquinta, David Pizarro, Martin Jørgensen, Sulley Muntari, Stephen Appiah, Antonio Candreva, Cristián Zapata, Juan Cuadrado, Mauricio Isla, Alexis Sánchez, Luis Muriel, Gökhan Inler, Kwadwo Asamoah ou Samir Handanovič).
En 2007-08, Pozzo est élu meilleur dirigeant de Serie A.

#### Grenade CF
Durant l'hiver 2009, Pozzo après avoir essuyé un refus dans sa tentative de rachat du club de l'Espanyol Barcelone, achète le club espagnol du Grenade Club de Fútbol (à travers son fils vivant à Barcelone et marié à une catalane, résidant en Espagne depuis plus de 20 ans), alors en Segunda División B (D3) .
Il finit par le revendre le 14 juin 2016 à l'homme d'affaires chinois Jiang Lizhang.

#### Watford FC
En juin 2012, il achète le club anglais du Watford Football Club à l'ancien propriétaire Laurence Bassini.
Il s'investit dans le club, y comprit en y envoyant de nombreux joueurs de ses autres clubs de l'Udinese et de Grenade (comme Almen Abdi, Matěj Vydra ou encore Gabriele Angella). En plus d'envoyer plusieurs joueurs de ses autres clubs, il signe également un accord de maintenance de 18 millions de livres pour rénover le stade du Vicarage Road.
Il a depuis transféré la propriété et la direction du club à son fils Gino, basé à Londres.